# قباق‌تپه (کرمانشاه)
قباق‌تپه (به کُردی: قه‌واخ ته‌په)، روستایی از توابع بخش کوزران شهرستان کرمانشاه در استان کرمانشاه ایران است.

## جمعیت
این روستا در دهستان سنجابی قرار دارد و براساس سرشماری مرکز آمار ایران در سال ۱۳۸۵، جمعیت آن ۱۳۹ نفر (۳۱ خانوار) بوده‌است.

## آثار تاریخی
مجموعه تپه‌های قباق‌تپه در روستای قباق‌تپه قرار دارند. قباق تپه آثاری را از دوره‌های مختلف نوسنگی تا دورۀ اشکانی در بر می گیرد و احتمالاً در دورۀ اشکانی وسعتی به اندازه یک شهر داشته است. همچنین آثاری از آشوری‌ها در قباق تپه وجود دارد که بر اساس آن‌ها به نظر می رسد مرکزِ یکی از دو سه استان آشوری در این نقطه قرار داشته‌است. در کاوش‌های باستان‌شناسی آثاری مانند کوزه‌ای حاوی ۱۴۱ سکه مربوط به قرن چهارم پس از میلاد، پاشنۀ در سنگی مربوط به دوران آشوریان، ظروف سفالی، مُهر و پایه‌ستون، قطعه‌سنگی شکسته حاوی تصویر بخشی از کلاه یک شاه و قسمتی از بال یک عقاب و ۲۳ سطر دربارۀ شرح لشکرکشی‌های پنجم و ششم سارگن دوم پادشاه آشوری به کردستان امروزی، قطعه‌سنگ دیگری حاوی ۳۱ سطر دربارۀ لشکرکشی هفتم سارگن دوم و نیز سنگ یادبود آشوریان از محوطۀ تاریخی قباق‌تپه به دست آمده‌است.